# Marie Noël
Pour les articles homonymes, voir Noël (homonymie) et Rouget (homonymie).
Marie Noël, nom de plume de Marie Rouget, née le 16 février 1883 à Auxerre et morte le 23 décembre 1967 dans la même ville, est une poétesse française, appréciée par Valéry, Montherlant ou Aragon et ayant reçu, de son vivant, de nombreuses distinctions.
Marie Noël est particulièrement connue pour son œuvre poétique se rattachant à la chanson traditionnelle, ses contes, ainsi que pour ses Notes intimes écrites en 1959.
Elle a entretenu des correspondances avec plusieurs intellectuels de son époque.
Elle naît d'une famille catholique pratiquante et dans une ville bouleversée par l'anticléricalisme et le jansénisme. Elle ne s'éloignera que très peu de sa ville natale et de la maison de ses parents, si ce n'est pendant la Seconde Guerre mondiale. 
Le 23 décembre 2017, à l'occasion du cinquantième anniversaire de sa mort, est ouvert son procès en béatification. Elle reçoit alors le titre de servante de Dieu.

## Biographie
Marie Noël naît dans une famille très cultivée, respectueuse de la tradition catholique, mais sans aller au-delà de l'assistance aux offices lorsqu'il le faut. Louis Rouget, son père, est agnostique ; il est agrégé de philosophie, professeur de philosophie et d'histoire de l'art au collège d'Auxerre, mais aussi grand botaniste. Sa mère, née Marie-Emélie-Louise Barat, est croyante et d'un naturel plus ouvert et plus enjoué que son père. Elle est issue d'une vieille famille auxerroise, compagnons de rivière depuis les années 1400, puis charpentiers de bateaux, et enfin entrepreneurs en bâtiment depuis le XVIIIe siècle. 
Auxerre est au tournant du siècle très influencée d'un côté par l'anticléricalisme de la IIIe République et de l'autre par des siècles de jansénisme, mettant l'accent sur la crainte de Dieu. 
La famille a l'habitude de se réunir au salon de musique pour jouer de la musique. Les grands-parents qui demeurent à côté sont très présents et sa grand-mère Marie-Théodorine raconte avec force détails les anecdotes du passé. 
Marie, bonne pianiste et férue de lectures, reste célibataire et s’éloignera très peu de sa ville natale. Sa vie n'en fut pas lisse pour autant : un amour de jeunesse inavoué et déçu (et l’attente d’un amour qui ne viendra jamais), son jeune frère, Eugène, retrouvé mort dans son lit un lendemain de Noël 1904 (drame familial qui fut à l'origine de son pseudonyme), les crises de sa foi… tout cela sous-tend une poésie aux airs de chanson traditionnelle. Elle correspond avec l'abbé Mugnier dans sa jeunesse et rencontre Vincent d'Indy. 
De 1895 à 1941, elle vit dans la grande maison construite par son père en 1895, puis, lorsque les Allemands en occupent le rez-de-chaussée, déménage dans la maison contiguë de ses grands-parents, au premier étage, avec sa mère et sa tante.
L'été, elle loue à l'année une grande maison à Diges, près d'Auxerre, pour profiter de la campagne.
En 1960, elle reçoit la croix d'officier de la Légion d'honneur des mains de Charles de Gaulle.
Devenue presque aveugle, elle meurt apaisée la veille de Noël 1967, ayant communié une dernière fois. 
Ses obsèques ont lieu en l'église Saint-Pierre d'Auxerre, sa paroisse. Elle est inhumée dans la sépulture familiale du cimetière Saint-Amâtre d'Auxerre.
Toute son œuvre, sa maison, ses meubles, sont légués à la Société des sciences historiques et naturelles de l'Yonne.

## Œuvre
Femme passionnée et tourmentée, elle n'est souvent connue que pour ses œuvres de « chanson traditionnelle », au détriment de ses écrits plus sombres dont la valeur littéraire et la portée émotive sont pourtant plus fortes, notamment le poème pour l'enfant mort, véritable « hurlement » (titre d'un autre de ses poèmes) d'une mère écartelée entre sa souffrance quasi animale et sa foi en Dieu appelant à l'acceptation (Marie Noël était profondément catholique, voire mystique). Le déchirement entre foi et désespoir, qui culmine dans un cri blasphématoire aussitôt repenti, est ici particulièrement poignant, selon la lecture que fait Jeanne-Marie Baude des Notes intimes.
Elle entretint une importante correspondance avec des intellectuels de son époque : Henry de Montherlant, François Mauriac, Jean Cocteau, Colette, la princesse Bibesco, et fut notamment une grande amie de l'ambassadeur Léon Noël (1888-1987) (sans lien de parenté),.

## Postérité
En 1962, le compositeur Roger Boutry, grand prix de Rome, a choisi son Rosaire des joies pour texte d’un oratorio donné en première audition au théâtre des Champs-Élysées, en février 1963, avec un grand succès.
À sa mort en 1967, elle lègue son œuvre et son appartement, qui est resté inchangé, à la Société des sciences historiques et naturelles de l'Yonne. Cette société savante — fondée en 1847 — gère et étudie son œuvre à travers de nombreuses publications.
Depuis le 16 décembre 2019, sa maison, au numéro 1 de la rue Marie-Noël à Auxerre, est labellisée Maison des illustres. La même année, une rue portant son nom est inaugurée à Autun, en Saône-et-Loire.

### Procès en béatification
Ayant reçu une requête de l'abbé Arnaud Montoux, postulateur légitimement nommé, demandant l’introduction de la cause de béatification de la servante de Dieu, Marie Mélanie Rouget, morte en « odeur de sainteté », le 23 décembre 1967, à Auxerre, l'archevêque de Sens-Auxerre, Hervé Giraud, ayant obtenu le consentement de ses frères dans l’épiscopat manifesté lors de l’Assemblée plénière du 30 mars 2017 de la Conférence des évêques de France, a officiellement demandé à la Congrégation pour les causes des saints d'ouvrir l’enquête en béatification de la cause de Marie Mélanie Rouget. Le 23 décembre 2017, lors d'une messe dans la cathédrale d'Auxerre, les membres laïcs de la commission historique ad hoc ont prêté serment devant Hervé Giraud et la cause a été ouverte.

## Publications
- Le Cantique de Pâques[11],[12].
- Les Chansons et les Heures, 1922.
- Noël de l'Avent, 1928.
- Chants de la Merci, 1930.
- Le Rosaire des joies, 1930.
- Chants sauvages, 1936.
- Contes, 1944.
- Chants et psaumes d'automne, 1947[13].
- Petit-Jour, 1951
- L'Âme en peine, 1954.
- L'Œuvre poétique, Paris, Stock, 1956.
- Notes intimes, 1959.
- La Rose rouge, 1960[14].
- Chants d’arrière saison, 1961.

### Publications posthumes
- Le Cru d'Auxerre, 1967.
- Le Chant du chevalier, 1969.
- L'Œuvre en prose, Paris, Stock, 1976.
- Les Chansons et les Heures suivi de Le Rosaire des joies, Paris, Poésie/Gallimard, 1983.
- Le Chemin d'Anna Bargeton, Paris, Stock, 1986.
- Almanach pour une jeune fille triste, Paris, Desclée de Brouwer, 2011.
- J'ai souvent de la peine avec Dieu : Correspondance avec l'Abbé Mugnier suivie de Ténèbres, Paris, Le Cerf, 2017.
- Marie Noël Raymond Escholier Approche d'une correspondance 1921-1967, Cahiers Marie Noël Numéro 22, Paris, 2017.
- Lettres des Temps Fous : correspondance avec Raphaël Périé. Auxerre, Société des Sciences Historiques et Naturelles de l'Yonne, 2018

### Textes de Marie Noël publiés dans leBulletin de la Société des sciences historiques et naturelles de l'Yonne
- Journal août-septembre 1914, 1982, p. 5-21.
- Une lettre inédite à Henri Pourrat (voir Henri Pourrat), 1988, p. 203-205.
- Une lettre inédite à sa cousine Suzanne Coutant à propos des Chants de la Merci (1930), 1989, p. 301-303.
- Une note inédite, 1989, p. 304-305.
- Henri Charlier et le Jugement de don Juan (voir Henri Charlier), 1991, p. 193-195.
- Le Jugement de Don Juan  : Miracle, 1993, p. 185-211.
- Trois inédits, 1999, p. 317-320.
- Quelques textes. Supplique à saint Germain, Pour Roger Lafagette et Raphaël Périé (voir Roger Lafagette), 2001, p. 431-449.
- Hommage à Albert 1er de Belgique (voir Albert Ier (roi des Belges)), 2003, p. 255-259.
- Inédit, 2004, p. 365.

## Distinctions

### Décorations
- Commandeur de Ordre des Arts et des Lettres.
- 1960, Croix d’officier de la Légion d'honneur[15]

### Récompenses
- Son œuvre est récompensée par de nombreux prix, de l’Académie Française, de la Société des gens de lettres, de la Société des Poètes ou de la Maison de Poésie[16].
- 1923, le prix Archon-Despérouses de l’Académie française pour Les chansons et les heures[17]
- 1929, le prix Heredia de l’Académie française pour Les chansons et les heures
- 1940, le prix Alice-Louis-Barthou de l’Académie française, le prix Isabelle Mallet.
- 1949, le prix d’Académie de l’Académie française
- 1953, le prix Alice-Louis Barthou de l’Académie française
- 1957, le prix de l’Unanimité.
- 1958, le prix de la Paulée de Meursault.
- 1962, le grand prix de poésie de l'Académie française, le grand prix de la Société des Gens de Lettres, le prix Lecomte du Noüy.
- 1966, le grand prix de poésie de la Ville de Paris.
- Maître ès Jeux Floraux depuis 1954, elle fut membre de l’Académie Ronsard[18] et de plusieurs académies de province.

#### Ouvrages
- Chrystelle Claude de Boissieu, Avec Marie Noël, l'Amour en chemin, Éditions du Carmel, Toulouse, 2023  (ISBN 9782847138245).
- Chrystelle Claude de Boissieu, Portraits intimes de Marie Noël, Desclée de Brouwer, Paris, 2019  (EAN 9782220095998).
- Bernard Bonnejean, « Marie Rouget, Marie Noël en poésie » in Clio et ses poètes - Les poètes catholiques dans leur histoire (1870-1914), Paris, Le Cerf, 2007, pp.83-90.
- Benoît Lobet, Mon Dieu, je ne Vous aime pas !, Foi et spiritualité chez Marie Noël, Paris, Stock, 1994 et 1995; rééd. Nouvelle Cité, 2009.
- Christian Chabanis, Marie Noël à la recherche de l'amour perdu, Paris, Cerf Volant, numéro 123, 1er trimestre 1985.
- André Blanchet, Marie Noël, Paris, Pierre Seghers, collection « Poètes d'aujourd'hui », numéro 89, 1962.
- Raymond Escholier, La neige qui brûle, Marie Noël, Arthème Fayard, 1957.
- Gérard Mottet, Femmes en Bourgogne, Péronnas, Société d’émulation de l’Ain, 22-23 octobre 2016, 173 p. (ISBN 978-2-9507275-7-2), « Marie Noël », p. 161-170

#### Études sur Marie Noël publiés dans leBulletin de la Société des sciences historiques et naturelles de l'Yonne
- Estaunié (Edouard), Une lyrique de la Province : Marie Noël, 1957-58, p. 1-20.
- Noël (Léon), Remise de la croix d’officier de la Légion d’’honneur à Marie Noël, 1959-60, p. 366-369.
- Durr (René), La disparition de Marie Noël, 1967-68, p. 251-253.
- Durr (René), La Société des Sciences de l’Yonne et Marie Noël, 1978, p. 5-9.
- Rocher (Jean-Pierre), Marie Noël. Nos activités en 1981, 1981, p. 249-255.
- Collectif, Le centenaire de Marie Noël, 1982, p. 113-114.
- Collectif, Marie Noël 1983, Le centenaire de Marie Noël dans l’Yonne, 1983, p. 199-215.
- Charleux-Leroux (Elisabeth), Compte rendu de la communication d’André Henry : La tentation du manichéisme chez Marie Noël, 1986, p. 158-159.
- Autissier (Elise), Préparation de l’édition des Notes intimes (inédits), 1986, p. 145-148.
- Henry (André), Le colloque Marie Noël (8 et 9 novembre 1985), 1986, p. 151-157.
- Coutant (Suzanne), Marie Noël. Quelques croquis (Marie Noël et la musique), 1987, p. 273-274.
- Autissier (Elise), Henri Pourrat et Cécile Sauvage, 1988, p. 205-206.
- Autissier (Elise), Marie Noël et le Cru d’Auxerre, 1990, p. 206-213.
- Paccalin (Margherita), Marie Noël et l’aumônier des écrivains : l’abbé Mugnier, 1991, p. 181-192.
- Poplin (François), Marie Noël et la chèvre dans la tradition grecque, 1992, p. 229-258.
- Nesmy (Dom Claude Jean), Auxerre et Marie Noël, 1992, p. 261-269.
- Autissier (Elise), Bibliographie du poète Marie Noël, 1994, p. 220-232.
- Mac’Avoy, Marie Noël, 1994, p. 216-217.
- Autissier (Elise), Activités Marie Noël 1995 (inédits), 1995, p. 241-244.
- Autissier (Elise), Marie Noël. Quelques lettres inédites, 1996, p. 387-402.
- Autissier (Elise), Le 30e anniversaire de la mort de Marie Noël, 1997, p. 255-268.
- Autissier (Elise), Œuvre de Marie Noël. Nouvelles et lettres, 1998, p. 507-524.
- Petit (Henri), Notes intimes de Marie Noël, 1999, p. 321-326.
- Autissier (Elise), Petite biographie de Marie Noël, 1999, p. 327-332.
- Autissier (Elise), Poésie au XXe siècle, 2000, p. 305-328.
- Autissier (Elise), En vers ou en prose. Charme de Marie Noël. Fragments inédits ou édités, 2002, p. 397-411.
- Moreau (Bernard), «Vingt fois sur le métier…», 2005, p. 311-313.
- Autissier (Elise), Hommage à Suzanne Flon qui nous a quitté le 15 juin 2006, 2005, p. 315-318.
- Claude (Chrystelle), « Petite cartographie d’Auxerre à travers l’œuvre complète de Marie Nöel », p. 143-154, Femmes de Bourgogne, études réunies par François Le Guennec, Nice, Vaillant, mars 2010.
- Larangé (Daniel S.), Du discours mystique dans l’œuvre poétique de Marie Noël, 2010, p. 39-48.
- Claude (Chrystelle), « Petite apologie de l’Almanach pour une jeune fille triste  », I-XXVIII, préface de l’Almanach pour une jeune fille triste, Paris, Desclee de Brouwer, juin 2011.
- Claude (Chrystelle), « Notre-Dame, inspiratrice de Marie Noël », p. 351-359, in La Vierge Marie dans la littérature française : Entre foi et littérature, études réunies par Jean-Louis Benoît, Paris, Le Cerf, avril 2014.
- Claude de Boissieu (Chrystelle), « Écrire, disent-elles... Une vocation au féminin », pp. 233-243, in Résonances, La Vocation au féminin, études réunies par Gérald Préher, Volume II, n°16, 2019.

### Archives audiovisuelles
- Marie Noël filmée pour la télévision sur ina.fr.
- Chants sauvages de Marie Noël. Disque vinyle 33T, Sofrason, 1966, par Renée Maheux, soprano.
- Dans Notre-Dame en ruine, méditation, musique et poésie pour garder espoir.
  - « Le largo de la Fantaisie n° 7 de Georg Philipp Telemann aiguise une émotion que tempère la prière pour les « médecins » de Marie Noël : « Donnez au médecin la Grâce, pour qu’en son plus mauvais moment, dans son incertitude, sa faiblesse d’homme, son trouble, il reste toujours assez sage, toujours assez bon, toujours assez pur, digne de la douleur sacrée dont la foi s’est donnée à lui. Donnez au médecin la Fidélité dans la Miséricorde, pour qu’il n’oublie pas, n’abandonne jamais le moindre des misérables qui à lui se fie ». »

#### Site officiel et Association des amis de l'auteur
- Site officiel de la Société des Sciences Historiques et Naturelles de l'Yonne (ayant droit).
- Site de l'Association Marie Noël.

#### Dossiers et florilèges sur le Net
- Dossier Marie Noël sur agora.qc.ca.
- Quelques poèmes sur florilege.free.fr.